# Oro (Tecla)
Oro è il quinto singolo della cantante italiana Tecla, pubblicato il 18 marzo 2022.

## Descrizione
Il brano è stato scritto dalla stessa cantante con Mariomarvels, Andrea “Wayne” Papazzoni e Noemi e prodotta da Mariomarvels e Andrea “Wayne” Papazzoni. Tecla ha descritto così il brano:

## Video musicale
Il video, diretto da Giorgio Angelico, è stato pubblicato in concomitanza del lancio del singolo sul canale YouTube della cantante.

## Tracce
Testi di Tecla Insolia, Veronica Scopelliti, Andrea Papazzoni, Mario Meli.
1. Oro – 2:30

## Classifiche
| Classifica (2022)         | Posizione massima |
| ------------------------- | ----------------- |
| Italia (airplay italiana) | 26                |